# Станек, Иосиф
Иосиф Станек (пол. Józef Stanek SAC, 6 декабря 1916, Лапше-Нижне, Малопольское воеводство — 23 сентября 1944, Варшава) — блаженный Римско-католической церкви, священник, монах из конгрегации паллотинцев, мученик, капеллан Армии Крайовой и участник Варшавского восстания 1944 года. Входит в число 108 блаженных польских мучеников, беатифицированных римским папой Иоанном Павлом II во время его посещения Варшавы 13 июня 1999 года.

## Биография
В 1935 году, после окончания средней школы в Вадовице, поступил в новициат монашеского ордена паллоттинов. В сентябре 1939 года во время эвакуации семинарии на восток страны, попал в советскую зону оккупации Польши, откуда ему удалось бежать в город Олтажев. В 1941 году после окончания богословского обучения принял рукоположение во священника, после чего продолжил изучение философии на тайных курсах Варшавского Социологического Университета и одновременно тайно исполнял пастырские обязанности в качестве капеллана Армии Крайовой.
В последние дни Варшавского восстания был взят в плен немецкими войсками. 23 сентября 1944 года после длительных пыток был казнён.

## Прославление
14 апреля 1945 года его останки были эксгумированы и захоронены в братской могиле в Варшаве. Именем Иосифа Станека названа часовня в музее Варшавского восстания и аллея в мемориальном парке маршала Эдварда Рыдз-Смиглы в Варшаве.
13 июня 1999 года был беатифицирован римским папой Иоанном Павлом II вместе с другими польскими мучениками Второй мировой войны.
День памяти — 12 июня.